# Driving Creek Railway
| Empfangsgebäude des Talbahnhofs |                      |                                |                                |
| Streckenlänge: | 2,7 km               |                                |                                |
| Spurweite: | 381 mm (Liliputbahn) |                                |                                |
| Maximale Neigung: | 70 ‰                 |                                |                                |
| |                      |                                |                                |
| \| \| \| Ladegleis \| \| \| \| \| Betriebsgleis Töpferei \| \| \| \| \| \| \| \| \| \| Pottery Station \| \| \| \| \| Holzlager \| \| \| \| \| \| \| \| \| \| \| \| \| \| \| Betriebsgleis Töpferei \| \| \| \| \| \| \| \| \| \| Brücke 1 \| \| \| \| \| Brücke 2 \| \| \| \| \| Brücke 3 \| \| \| \| \| Brücke 4 \| \| \| \| \| \| \| \| \| \| \| \| \| \| \| Brücke 5 \| \| \| \| \| Ravington 1. Spitzkehre \| \| \| \| \| \| \| \| \| \| ehem. Abzweig \| \| \| \| \| Chipmans 2. Spitzkehre \| \| \| \| \| Brücke 5 \| \| \| \| \| 8 Banks-Tunnel \| \| \| \| \| \| \| \| \| \| \| \| \| \| \| Taniwha-Tunnel \| \| \| \| \| Doppelstockbrücke untere Ebene \| \| \| \| \| Kehrschleife \| \| \| \| \| Doppelstockbrücke obere Ebene \| \| \| \| \| Hoki Mai \| \| \| \| \| Cascade 3. Spitzkehre \| \| \| \| \| Horopito 4. Spitzkehre \| \| \| \| \| 3. Tunnel \| \| \| \| \| Brücke 10 40 m \| \| \| \| \| Rima 5. Spitzkehre \| \| \| \| \| Eyefull Tower \| \| |                      |                                |                                |
| |                      | Ladegleis                      |                                |
| Strecke |                      | Betriebsgleis Töpferei         | Betriebsgleis Töpferei         |
| Strecke nach links · Abzweig geradeaus und von rechts |                      |                                |                                |
| Bahnhof |                      | Pottery Station                | Pottery Station                |
| Strecke |                      | Holzlager                      | Holzlager                      |
| Strecke nach links · Abzweig geradeaus und nach rechts |                      |                                |                                |
| Strecke von links · Strecke nach rechts |                      |                                |                                |
| Strecke |                      | Betriebsgleis Töpferei         | Betriebsgleis Töpferei         |
| Abzweig geradeaus und von links · Strecke nach rechts |                      |                                |                                |
| Brücke über Wasserlauf |                      | Brücke 1                       | Brücke 1                       |
| Brücke über Wasserlauf |                      | Brücke 2                       | Brücke 2                       |
| Brücke über Wasserlauf |                      | Brücke 3                       | Brücke 3                       |
| Brücke über Wasserlauf |                      | Brücke 4                       | Brücke 4                       |
| Strecke nach links · Strecke von rechts |                      |                                |                                |
| Strecke von links · Abzweig geradeaus und von rechts |                      |                                |                                |
| Strecke · Brücke über Wasserlauf |                      | Brücke 5                       | Brücke 5                       |
| Strecke · Betriebs-/Güterbahnhof Streckenende |                      | Ravington 1. Spitzkehre        | Ravington 1. Spitzkehre        |
| Abzweig geradeaus und von links · Strecke von rechts |                      |                                |                                |
| Abzweig geradeaus und ehemals nach links · Strecke |                      | ehem. Abzweig                  | ehem. Abzweig                  |
| Betriebs-/Güterbahnhof Streckenende · Strecke |                      | Chipmans 2. Spitzkehre         | Chipmans 2. Spitzkehre         |
| Brücke über Wasserlauf |                      | Brücke 5                       | Brücke 5                       |
| Tunnel |                      | 8 Banks-Tunnel                 | 8 Banks-Tunnel                 |
| Brücke |                      |                                |                                |
| Brücke |                      |                                |                                |
| Tunnel |                      | Taniwha-Tunnel                 | Taniwha-Tunnel                 |
| Brücke über Wasserlauf |                      | Doppelstockbrücke untere Ebene | Doppelstockbrücke untere Ebene |
| Strecke |                      | Kehrschleife                   | Kehrschleife                   |
| Brücke über Wasserlauf |                      | Doppelstockbrücke obere Ebene  | Doppelstockbrücke obere Ebene  |
| Bahnhof |                      | Hoki Mai                       | Hoki Mai                       |
| Spitzkehrbahnhof rechts |                      | Cascade 3. Spitzkehre          | Cascade 3. Spitzkehre          |
| Spitzkehrbahnhof links |                      | Horopito 4. Spitzkehre         | Horopito 4. Spitzkehre         |
| Tunnel |                      | 3. Tunnel                      | 3. Tunnel                      |
| Brücke |                      | Brücke 10 40 m                 | Brücke 10 40 m                 |
| Spitzkehrbahnhof links |                      | Rima 5. Spitzkehre             | Rima 5. Spitzkehre             |
| Kopfbahnhof Streckenende |                      | Eyefull Tower                  | Eyefull Tower                  |

Die Driving Creek Railway (DCR) ist eine Park- und Bergbahn in Coromandel auf der Coromandel Peninsula der Nordinsel Neuseelands. Die Steigung der Strecke beträgt abschnittsweise mehr als 7 %. Sie ist damit eine der steilsten reinen Adhäsionsbahnen der Welt. Die Fahrzeit (für Hin- und Rückfahrt einschließlich einer Pause im Endbahnhof) beträgt etwa eine Stunde.

## Technische Parameter

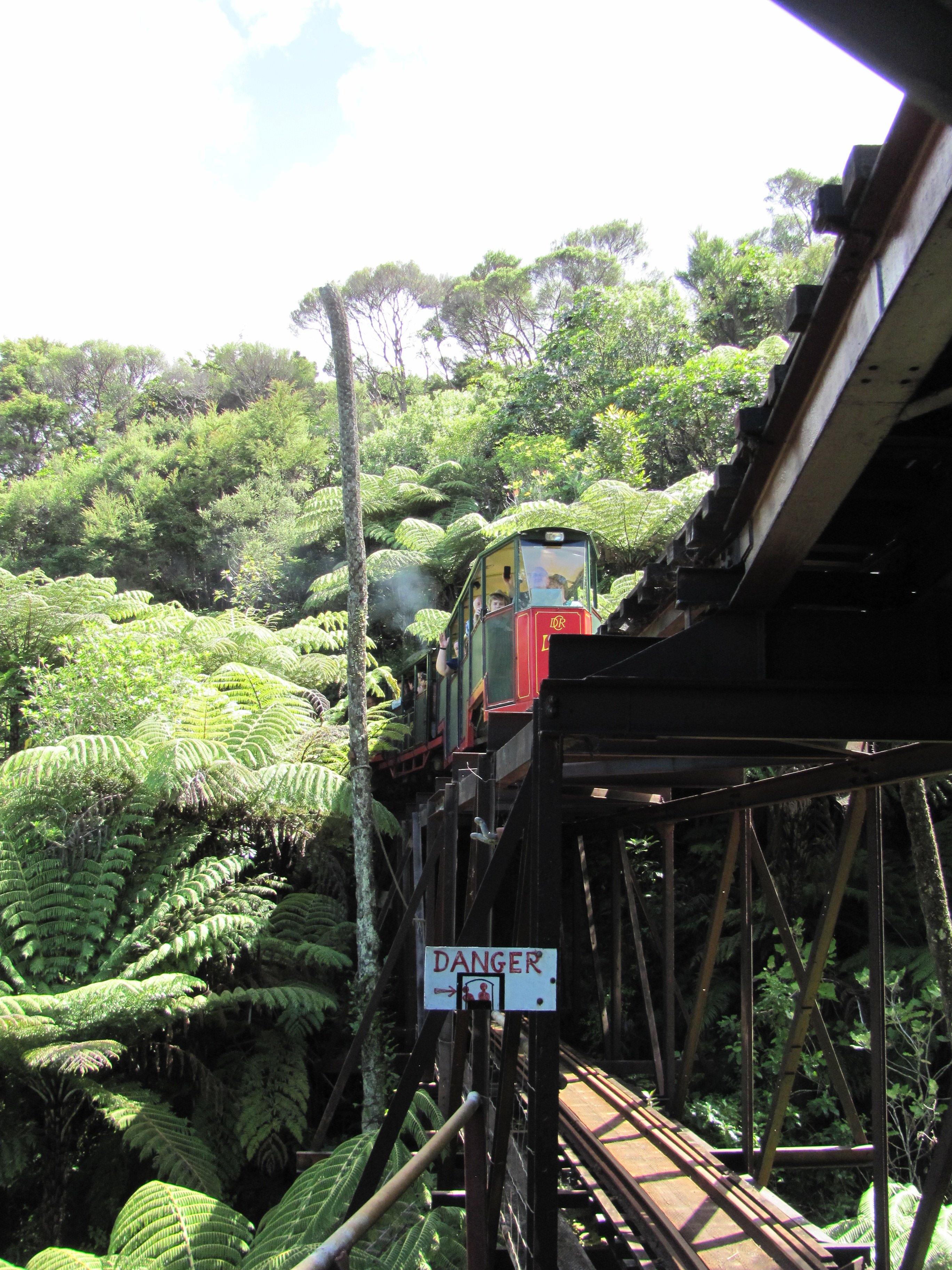
Doppelstockbrücke, untere Ebene. Oben: Triebwagen Linx

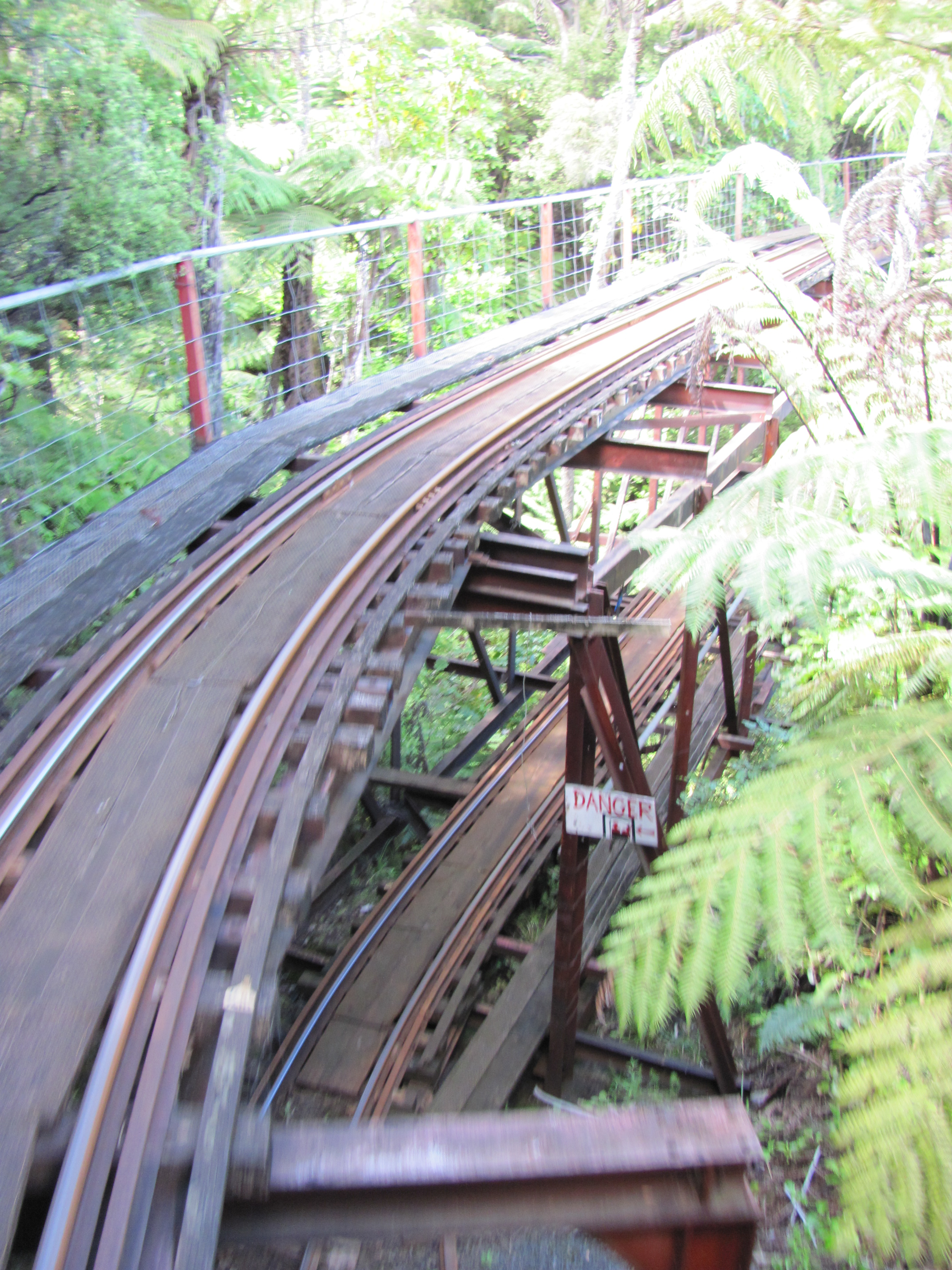
Doppelstockbrücke, obere Ebene

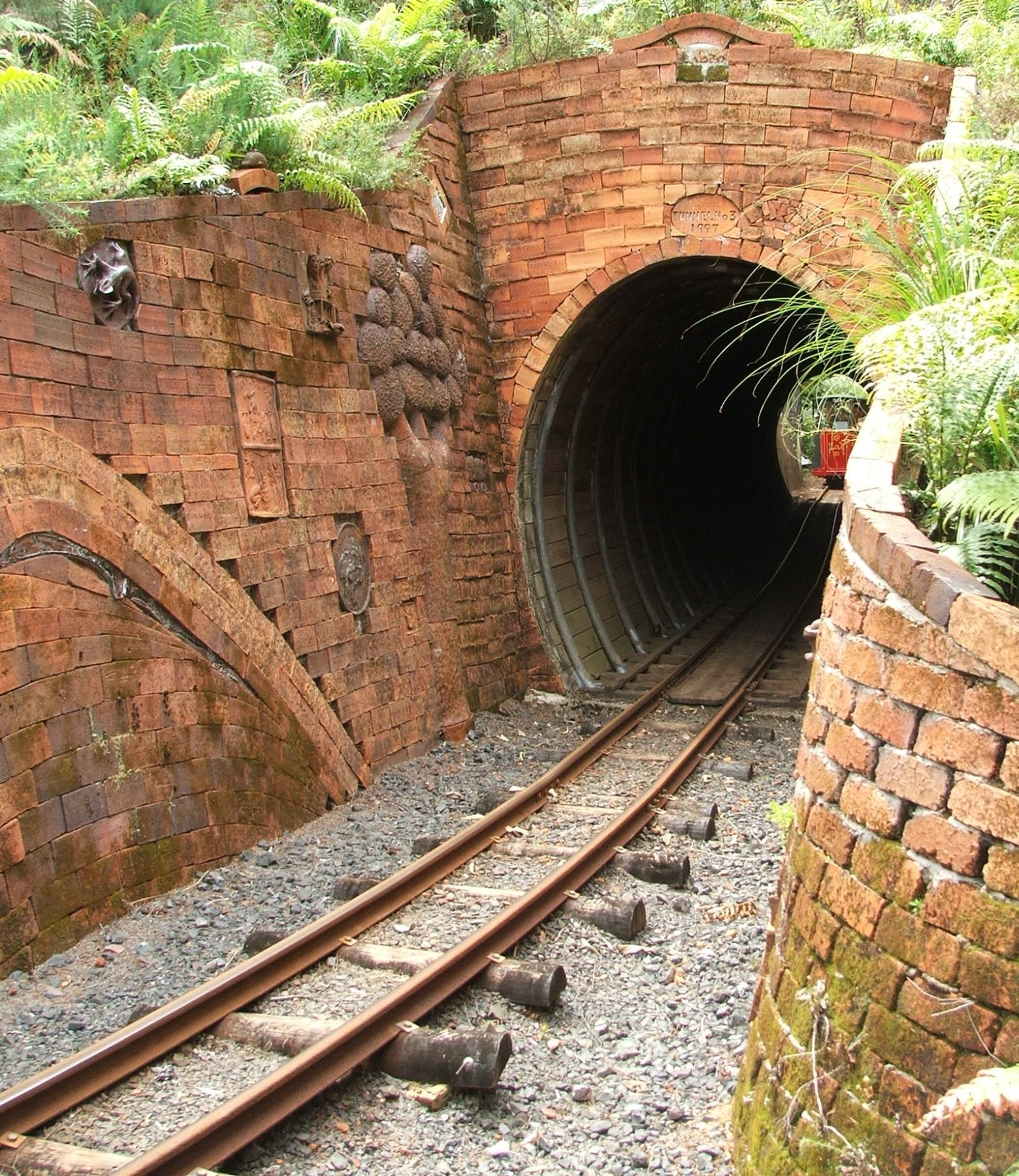
Tunnel 3

Die Schmalspurbahn hat eine Spurweite von 381 mm und eine Streckenlänge von 2,7 km (ohne Abzweige). Der Talbahnhof Pottery befindet sich in der Töpferei. Die Bahn liegt in einem topografisch anspruchsvollen Gelände und erklimmt dabei einen Höhenunterschied von 110 Metern. Sie steigt am Steilhang eines Berges bis auf eine Höhe von 167 m über NN auf. Dabei befährt sie fünf größere Brücken, drei Tunnel und fünf Spitzkehren. Sie endet an einer Aussichtsplattform, die – in phonetischer Anlehnung an die englische Aussprache für „Eiffelturm“ – den Namen Eyefull Tower trägt. Zum Eyefull Tower gehört in einem separaten Gebäude eine Toilettenanlage, die hinsichtlich des Stils an die von Friedensreich Hundertwasser gestaltete Hundertwassertoilette in Kawakawa erinnert.
Eine der Brücken ist eine Doppelstockbrücke (Spannweite 13,90 m) und vielleicht die einzige der Welt, die im Zuge derselben Eisenbahnstrecke (nach Durchfahren einer Kehrschleife) zweimal auf unterschiedlichen Ebenen genutzt wird. Es darf immer nur ein Zug – entweder auf der oberen oder der unteren Ebene – zur gleichen Zeit die Brücke queren. Alle Tunnel waren während der Bauphase zunächst sehr steil angelegte und relativ tiefe Einschnitte, die nachträglich in Tunnel umgebaut wurden. Von den Spitzkehren ist besonders die Spitzkehre Nr. 5 bemerkenswert, deren Ende sich auf einer brückenartigen Konstruktion befindet, die in großer Höhe über und in ein Tal hineinragt. Neben den beiden Bahnhöfen an den Streckenenden gibt es mittig den Bahnhof Hoki Mai, der ein Ausweichgleis aufweist.

## Geschichte

### Erste DCR
Erbauer der Strecke ist der Töpfer Barry Brickell. Er kaufte 1961 nördlich der Stadt Coromandel ein Grundstück, um eine Töpferei zu betreiben und eine Gartenbahn zu errichten. Diese hatte eine Spurweite von 266 mm, einen 20-Meter-Tunnel und eine Holz-Fachwerkbrücke, die sich in einer 180-Grad-Kurve befand. Die Anlage wurde 1968 um ein 250 Meter langes Gleis über ein Nachbargrundstück zu einem Töpferofen und einer Tongrube verlängert. Diese erste Bahn wurde 1973 abgebrochen und das Material größtenteils für den Bau der Nachfolgeanlage verwendet.

### Zweite DCR

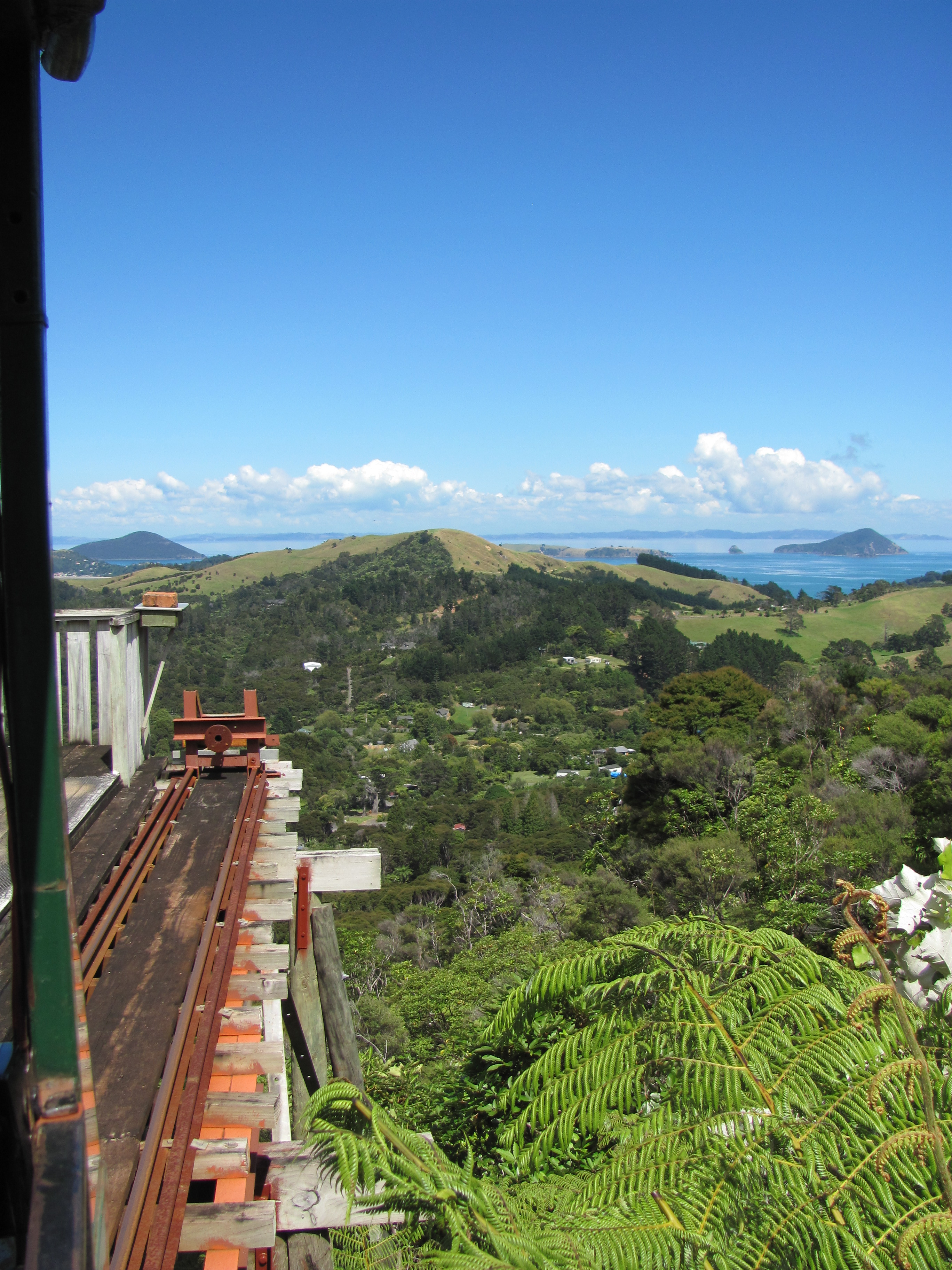
Spitzkehre Nr. 5: Auf einer Brückenkonstruktion über dem Abgrund

1973 kaufte Barry Brickell ein 24 Hektar großes Anwesen, um das Eisenbahn- und ein landschaftliches Rekultivierungsprojekt in größerem Maßstab angehen zu können. Ihm geht es dabei um ein harmonisches Gesamtwerk aus Mensch, Natur und Technik. Nach Vermessen des ersten Abschnitts der Strecke, die durch Vermessungspflöcke im Abstand von 10 Metern vom Talbahnhof aus markiert wurde – ein System, das noch heute der „Kilometrierung“ dient –, errichtete er ab 1974 den ersten Abschnitt seiner zweiten Bahnanlage. Vorbild waren Feldbahnen, „Bushtramways“, die Ende des 19. und in der ersten Hälfte des 20. Jahrhunderts in Neuseeland im Forstbetrieb eingesetzt wurden. Das Gleismaterial stammte zunächst aus Anlagen stillgelegter Kohlebergwerke in Huntly, Rotowaro und Benneydale, später vom städtischen Bauhof von Wellington. Finanziert wurde das Projekt zunächst aus den Einnahmen des Töpfereibetriebes, dann durch Bankkredite und durch Einnahmen aus dem Tourismus. Seit 1984 zeichnete sich ab, dass die Einnahmen aus dem Betrieb einer auf Touristen zielenden Eisenbahn die aus dem Töpfereibetrieb übersteigen würden. Ab 1988 wurde die Bahn als touristische Attraktion beworben. Da noch ohne staatliche Genehmigung für den Personenverkehr, wurde zunächst lediglich um eine Spende gebeten, was allerdings nur dürftige finanzielle Resultate erzielte. 1990 erhielt sie dann offiziell die staatliche Genehmigung, Personen befördern zu dürfen, womit nun auch Fahrkarten verkauft werden durften. Die offizielle Eröffnung fand am 20. Oktober 1990 statt.
Es dauerte 28 Jahre, bis der Endausbauzustand der Strecke 2002 erreicht war. Die Bahn ist eine der wenigen Eisenbahnstrecken, die in Neuseeland während der letzten Jahrzehnte neu errichtet wurden.

## Fahrzeuge

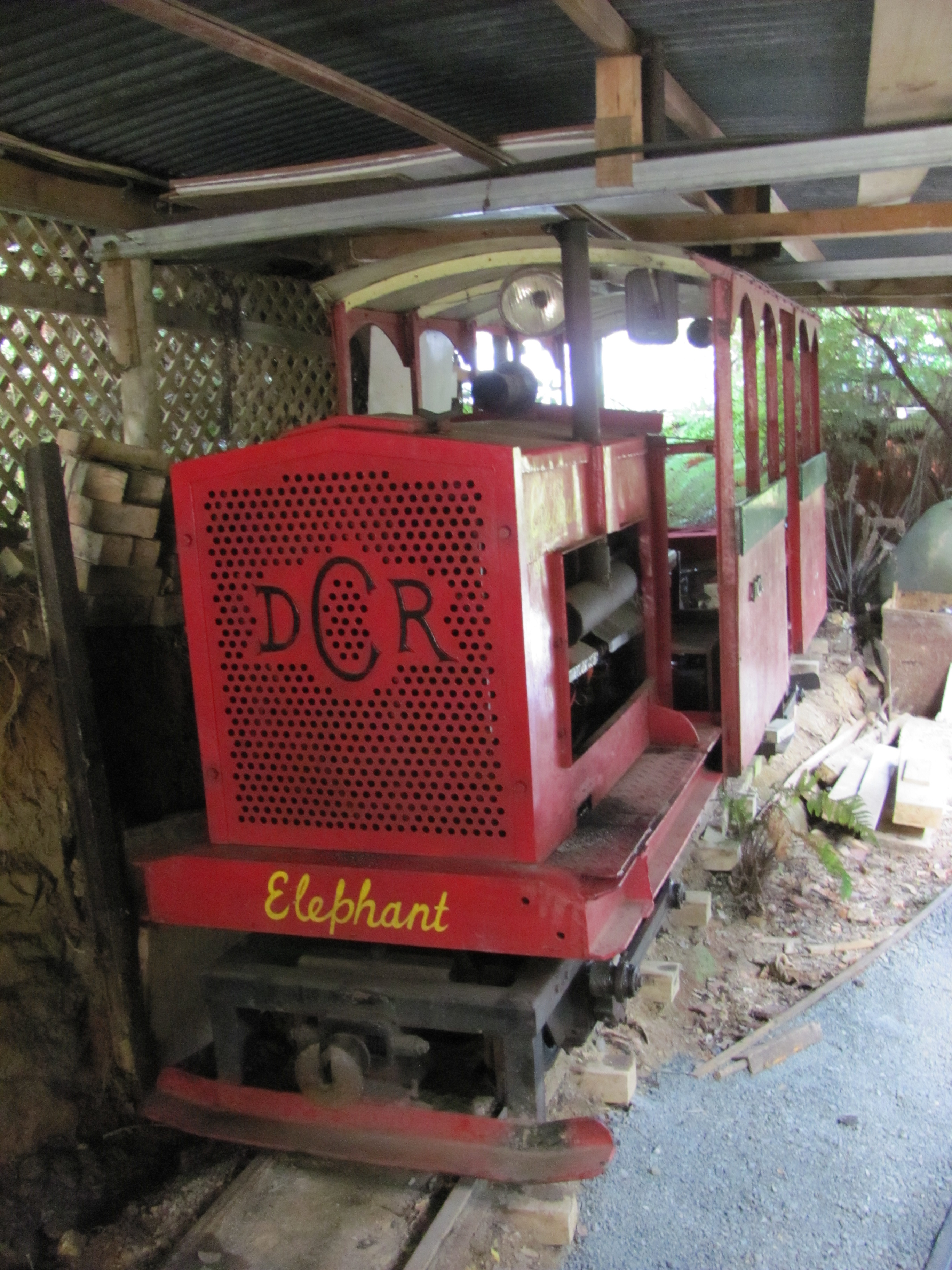
Dieseltriebwagen Elephant

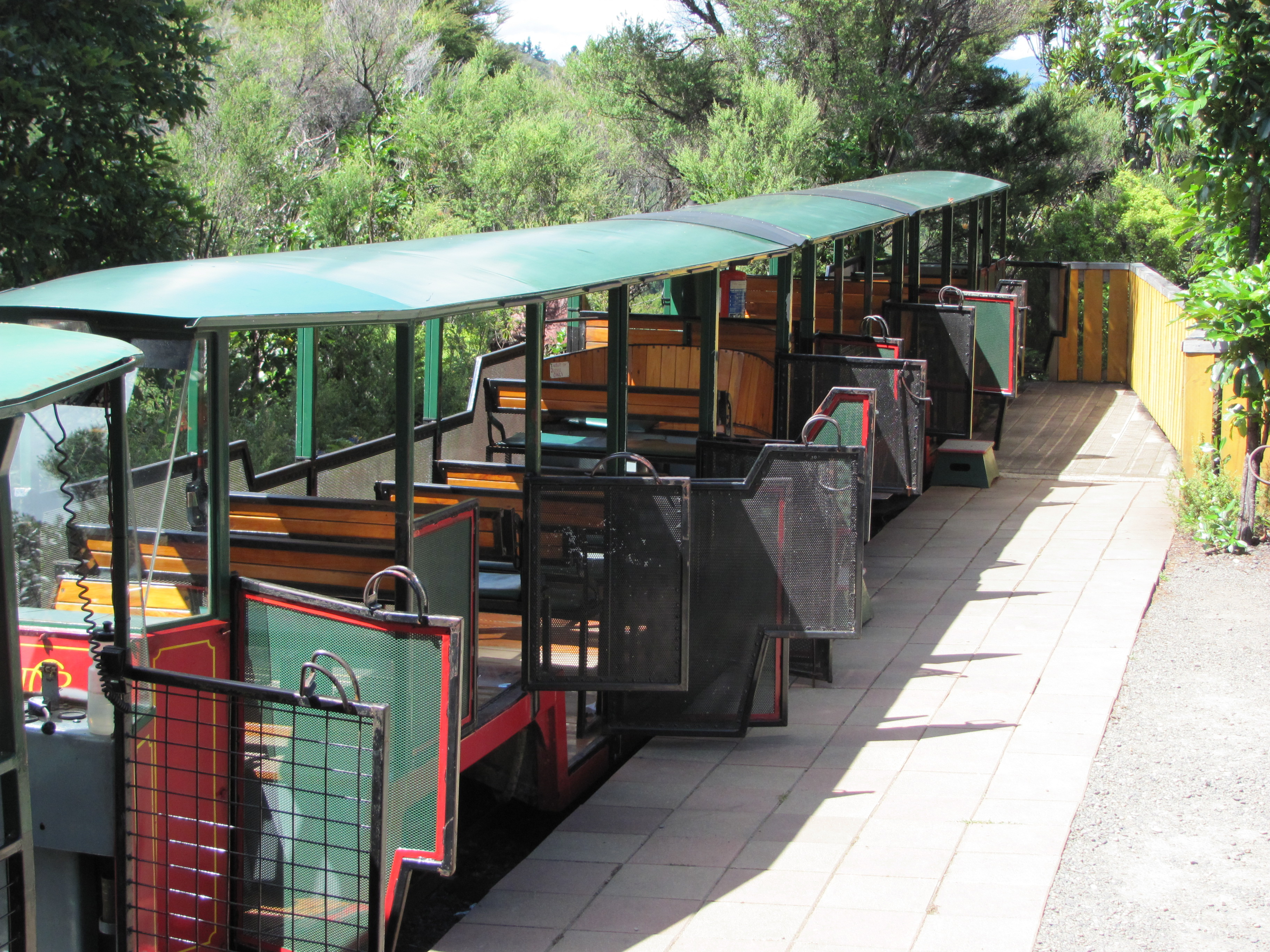
Dieseltriebwagen Linx

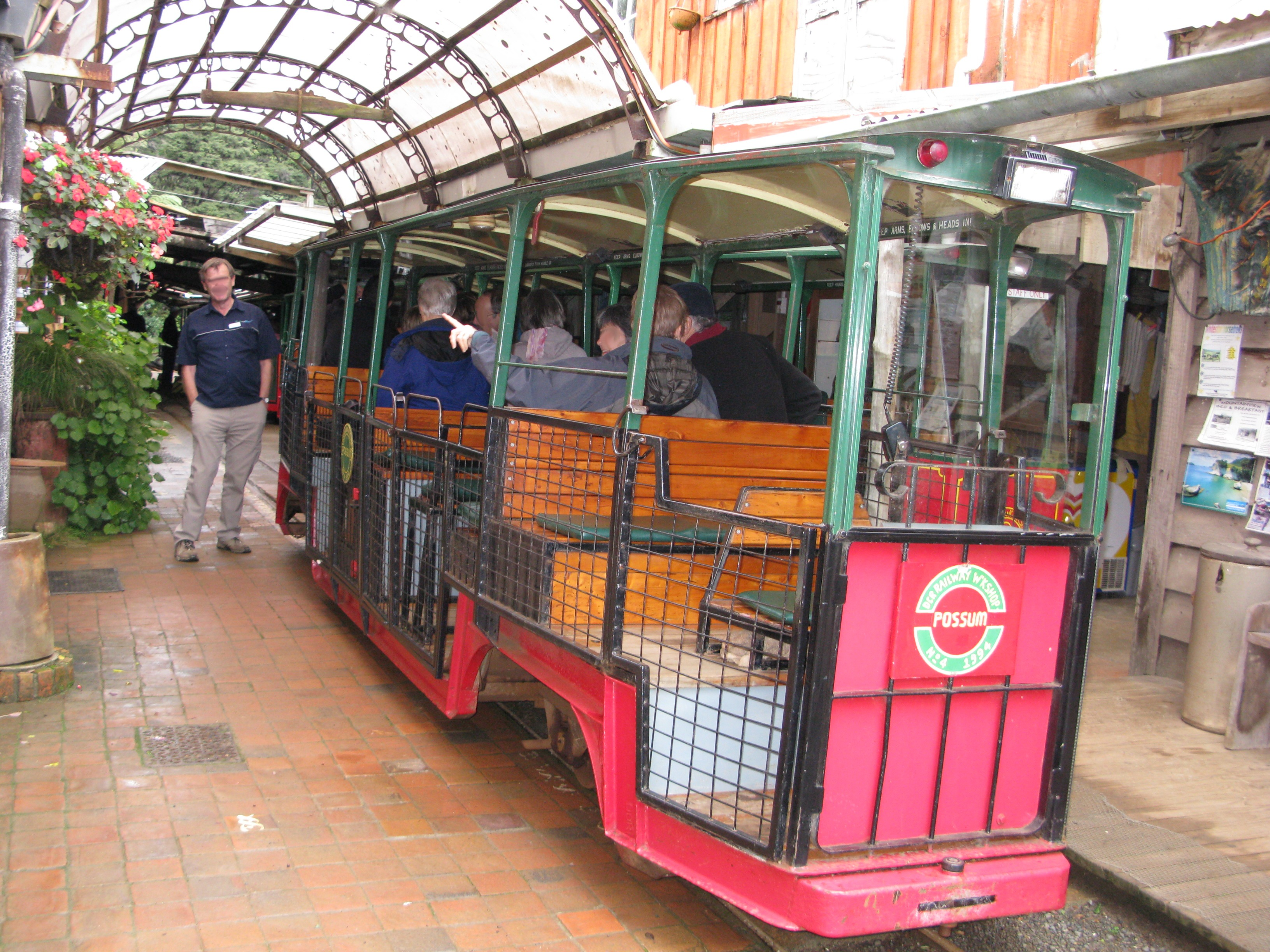
Talbahnhof Pottery mit dem Dieseltriebwagen Possum

Alle Fahrzeuge wurden im Eigenbau hergestellt. Es gibt vier Dieseltriebwagen sowie eine Lokomotive:
| Name        | Typ        | Baujahr | Fahrwerk                                                    | Motor                           | PS | Fahrgäste | Anmerkung |
| ----------- | ---------- | ------- | ----------------------------------------------------------- | ------------------------------- | -- | --------- | --- |
| Dieselmouse | Lok        | 1979    | 2-achsig                                                    |                                 | 8  | 0         | |
| Elephant    | Triebwagen | 1980    | 2 Heisler-Fahrgestelle                                      | Dieselmotor                     | 60 | 5         | eingliedrig |
| Snake       | Triebwagen | 1992    | 4 angetriebene Fahrgestelle                                 | Dieselmotor von Perkins Engines | 60 | 36        | dreigliedriges Zweirichtungsfahrzeug, ursprünglich alle Achsen mechanisch angetrieben, 1997 auf hydraulische und teils mechanische Kraftübertragung umgebaut |
| Possum      | Triebwagen | 1995    | 2 angetriebene Fahrgestelle                                 | Lombardini-Dieselmotor          | 20 | 14        | Zweirichtungsfahrzeug, Umbau aus dem Personenwagen von 1994, seit 2002 mit hydraulischer Kraftübertragung                                                    |
| Linx        | Triebwagen | 2004    | 4 Fahrgestelle, Einzelradaufhängung, alle Räder angetrieben | Dieselmotor                     | 60 | 34        | dreigliedriges Zweirichtungsfahrzeug, hydraulische Kraftübertragung                                                                                          |

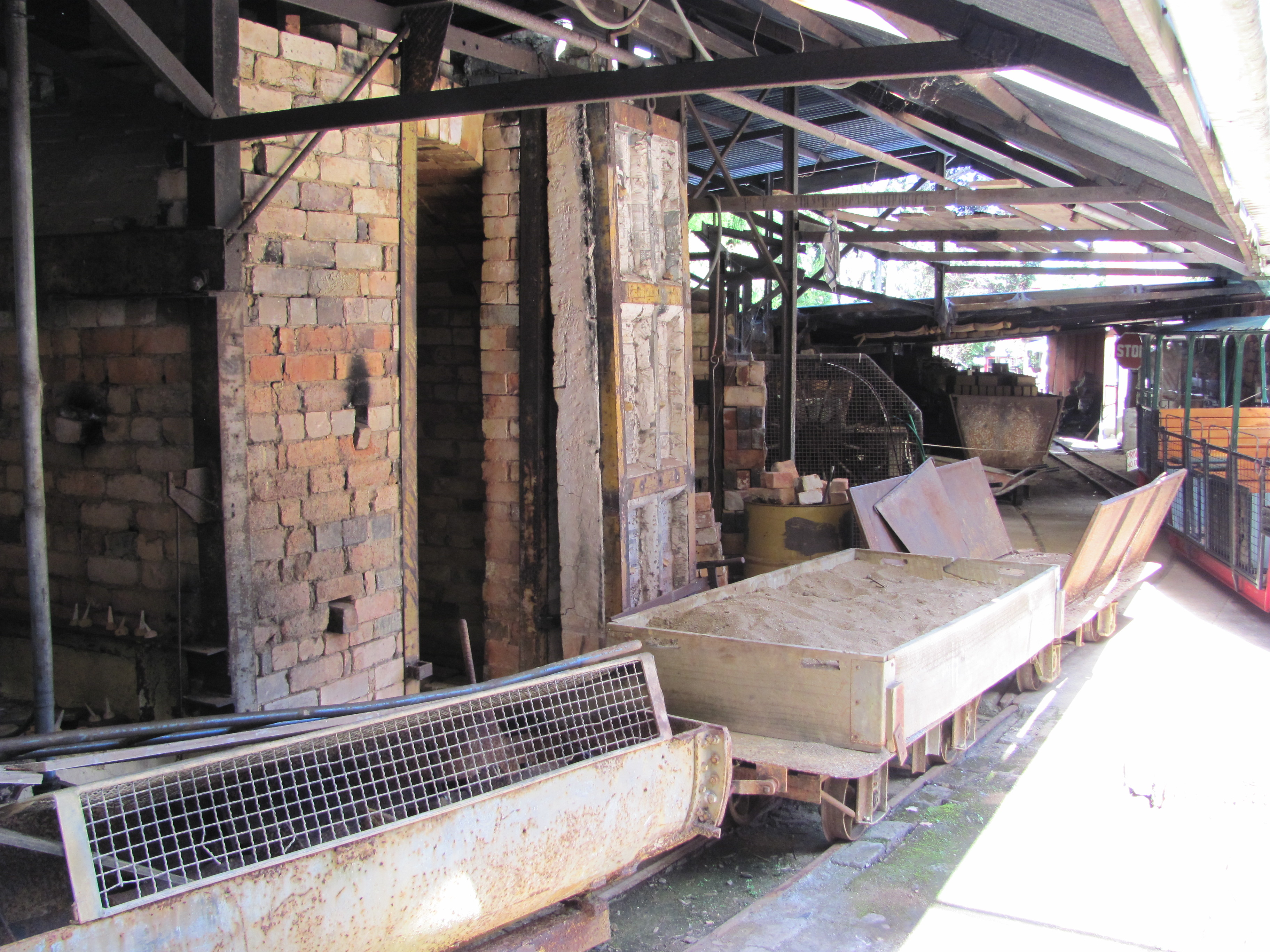
Güterwagen

Darüber hinaus gibt es Güterwagen für den Materialtransport und in der Anfangszeit des Betriebes wurden auch Flachwagen mit Sitzen versehen und provisorisch für Fahrgäste eingesetzt. Ein Personenwagen, der 1982 gebaut wurde, und normalerweise als Beiwagen für den Triebwagen Elephant eingesetzt war, wurde 1994 durch ein neues Fahrzeug mit 16 Sitzplätzen ersetzt. Aber noch im gleichen Jahr wurden nach einem Unfall lokbespannte Personenzüge aufgegeben und der Personenwagen zum Dieseltriebwagen Possum umgebaut.

## Verkehrsaufkommen
Nach wie vor wird die Bahn auch für den Werksverkehr genutzt, um Ton und Brennholz für die Töpferei zu den Werkstätten zu fahren. Auf der Bahn gibt es also sowohl Güter- als auch Personenverkehr. In der Wintersaison werden im Personenverkehr, der nach einem Fahrplan stattfindet, zwei Fahrten täglich angeboten, in der Sommersaison sechs. Bei hohem Fahrgastaufkommen verkehren solche Fahrten auch mit mehreren Zügen, die in der gleichen Fahrplanlage unmittelbar hintereinander eingesetzt werden. Jährlich nutzen etwa 30.000 Fahrgäste die Bahn, zur Jahreswende 2011/2012 konnte der 1.000.000. Fahrgast begrüßt werden. Die Besucherfrequenz ist so hoch, dass seitens der Betreiber und der Tourismusbehörden Platzreservierung empfohlen wird. 2008 fanden ca. 2.400 Zugfahrten statt.

## Landschaftliche Einbettung

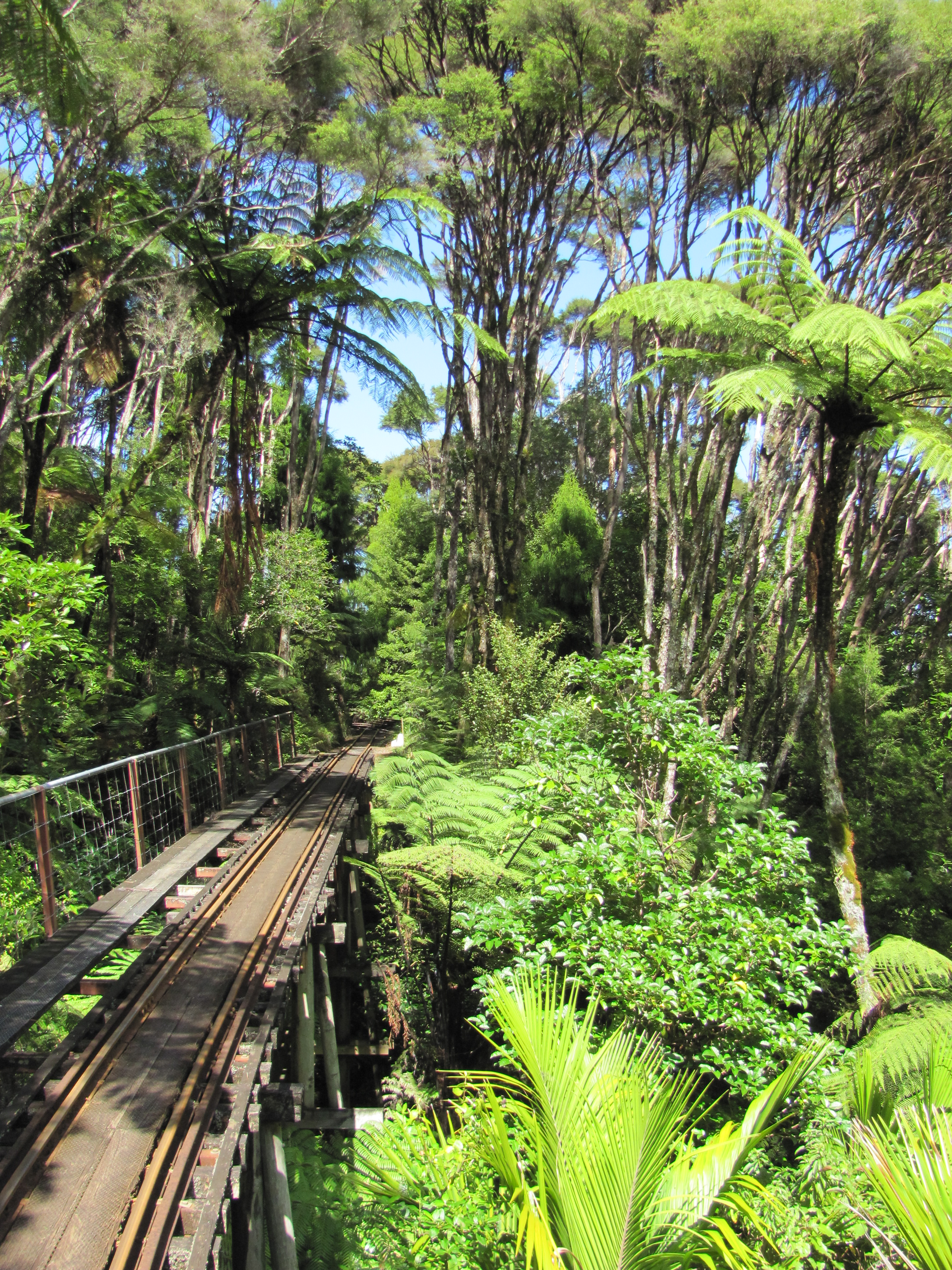
Einbettung der Strecke in den wieder aufgeforsteten Regenwald

Das Gelände, das die Bahn durchfährt, ist weitgehend mit einem gemäßigten Regenwald aus indigenen Pflanzen Neuseelands renaturiert, nachdem der ursprüngliche Urwald hier Mitte des 19. Jahrhunderts vollständig abgeholzt worden war, um landwirtschaftliche Nutzfläche zu gewinnen. Entlang der Bahnstrecke sind zahlreiche Kunstwerke aus der Töpferei platziert und viele technische Anlagen, etwa Böschungen, künstlerisch gestaltet.